# ثيودور ريد (عالم حيواني)
ثيودور ريد (بالإنجليزية: Theodore Reed)‏ هو عالم حيوانات أمريكي، ولد في 25 يوليو 1922، وتوفي في 2 يوليو 2013.